# Livesport Superliga 2023/2024
Livesport Superliga 2023/2024 byla 31. ročníkem nejvyšší mužské florbalové soutěže v Česku.
Základní část soutěže hrálo 14 týmů dvakrát každý s každým. Prezidentský pohár pro vítěze základní části sezóny obhájil pražský tým ESA logistika Tatran Střešovice. Druhý tým Předvýběr.CZ Florbal MB jako první v historii nastřílel v základní části přes 300 gólů, o 51 více než předešlý rekord Tatranu z předchozí sezóny.
Tatran Střešovice obhájil titul, po porážce týmu Florbal MB v superfinále. Pro Tatran to byl osmnáctý titul celkem. Tým v této sezóně získal tzv. treble, poté co zvítězil i v novém formátu Poháru mistrů a v Poháru Českého florbalu. Protože Tatran zvítězil v lize i poháru, postoupila na následující Pohár mistrů i Boleslav jako vicemistr ligy.
Nováčkem v této sezóně byl pražský tým Butchis, výherce předchozího ročníku 1. ligy, který do Superligy postoupil poprvé, poté co i do 1. ligy postoupil teprve o rok dříve. Počet pražských týmů tak narostl na sedm, tedy polovinu ligy. Butchis svoji superligovou účast v play-down neudrželi. Byli v následující sezóně nahrazeni vítězem tohoto ročníku 1. ligy, týmem Kanonýři Kladno, který se do nejvyšší soutěže vrátil po sedmi letech.
Sokoli Pardubice prohráli v baráži s poraženým finalistou 1. ligy, týmem Bulldogs Brno, který se do nejvyšší soutěže vrátil po pěti letech. Protože ale tým Black Angels neobdržel licenci na Superligu ani 1. ligu a sestoupil do Národní ligy, Pardubice využily možnosti zůstat v nejvyšší soutěži.
Během této sezóny začala některé zápasy ligy přenášet mimo ČT sport i nová sportovní stanice Sporty TV.

## Základní část
V základní části se všechny týmy od 9. září 2023 do 2. března 2024 dvakrát utkaly každý s každým. Prvních deset týmů postoupilo do play-off. Zbývající čtyři týmy hrály play-down o sestup.
| Poř. | Tým                             | Z  | V  | VP | PP | P  | VG  | OG  | B  |
| ---- | ------------------------------- | -- | -- | -- | -- | -- | --- | --- | -- |
| 1.   | ESA logistika Tatran Střešovice | 26 | 20 | 1  | 1  | 4  | 218 | 101 | 63 |
| 2.   | Předvýběr.CZ Florbal MB         | 26 | 20 | 0  | 1  | 5  | 304 | 117 | 61 |
| 3.   | 1. SC TEMPISH Vítkovice         | 26 | 18 | 2  | 2  | 4  | 213 | 125 | 60 |
| 4.   | FAT PIPE Florbal Chodov         | 26 | 16 | 3  | 3  | 4  | 197 | 138 | 57 |
| 5.   | ACEMA Sparta Praha              | 26 | 16 | 1  | 1  | 8  | 196 | 147 | 51 |
| 6.   | FbŠ Bohemians                   | 26 | 15 | 2  | 1  | 8  | 222 | 145 | 50 |
| 7.   | FBC Liberec                     | 26 | 13 | 0  | 3  | 10 | 180 | 195 | 42 |
| 8.   | FBC ČPP Bystroň Group Ostrava   | 26 | 9  | 3  | 1  | 13 | 110 | 166 | 34 |
| 9.   | FBC 4CLEAN Česká Lípa           | 26 | 9  | 1  | 2  | 14 | 149 | 197 | 31 |
| 10.  | TJ Sokol Královské Vinohrady    | 26 | 9  | 1  | 2  | 14 | 112 | 193 | 31 |
| 11.  | Black Angels                    | 26 | 7  | 2  | 1  | 16 | 124 | 192 | 26 |
| 12.  | FB Hurrican Karlovy Vary        | 26 | 4  | 2  | 2  | 18 | 139 | 209 | 18 |
| 13.  | Butchis                         | 26 | 3  | 2  | 1  | 20 | 122 | 235 | 14 |
| 14.  | Sokoli Pardubice                | 26 | 2  | 1  | 0  | 23 | 100 | 226 | 8  |

O konečném pořadí na devátém a desátém místě rozhodly výsledky vzájemných zápasů.

## Play-off
Prvních šest týmů po základní části postoupilo přímo do čtvrtfinále play-off. Týmy na sedmém a desátém a týmy na osmém a devátém místě hrály od 5. do 9. března 2024 na dvě vítězná utkání o poslední dvě místa ve čtvrtfinále.
První tři týmy po základní části si 9. března postupně zvolily soupeře z druhé čtveřice postupujících. Čtvrtfinále se hrálo na čtyři vítězné zápasy od 12. do 21. března 2024. Nejlépe umístěný tým v základní části z postupujících do semifinále (ESA logistika Tatran Střešovice) si 22. března zvolil soupeře (FAT PIPE Florbal Chodov) ze dvou nejhůře umístěných postupujících. Semifinále se také hrálo na čtyři vítězné zápasy od 27. března do 7. dubna.
O mistru Superligy rozhodl jeden zápas tzv. superfinále 14. dubna 2024 v pražské O2 aréně. Superfinále překonalo s 13 541 diváky dosavadní rekord v návštěvnosti na ligovém zápase českého florbalu z finále předešlé sezóny, které vidělo 12 538 fanoušků.

### Pavouk
|  | Osmifinále (na zápasy)   | Osmifinále (na zápasy)   | Osmifinále (na zápasy) |  |  | Čtvrtfinále (na zápasy) | Čtvrtfinále (na zápasy) | Čtvrtfinále (na zápasy) |   |                   | Semifinále (na zápasy) | Semifinále (na zápasy) | Semifinále (na zápasy) |  |  | Finále (skóre) | Finále (skóre) | Finále (skóre) |
|  |                          |                          |                        |  |  |                         |                         |                         |   |                   |                        |                        |                        |  |  |                |                |                |
|  |                          |                          |                        |  |  |                         |                         |                         |   |                   |                        |                        |                        |  |  |                |                |                |
|  |                          |                          |                        |  |  | Tatran Střešovice       | Tatran Střešovice       | 4                       |   |                   |                        |                        |                        |  |  |                |                |                |
|  | FBC Ostrava              | FBC Ostrava              | 1                      |  |  | FBC Česká Lípa          | FBC Česká Lípa          | 0                       |   |                   |                        |                        |                        |  |  |                |                |                |
|  | FBC Česká Lípa           | FBC Česká Lípa           | 2                      |  |  |                         |                         |                         |   | Tatran Střešovice | Tatran Střešovice      | 4                      |                        |  |  |                |                |                |
|  |                          |                          |                        |  |  |                         | Florbal Chodov          | Florbal Chodov          | 1 |                   |                        |                        |                        |  |  |                |                |                |
|  |                          |                          |                        |  |  | Florbal Chodov          | Florbal Chodov          | 4                       |   |                   |                        |                        |                        |  |  |                |                |                |
|  |                          |                          |                        |  |  | ACEMA Sparta Praha      | ACEMA Sparta Praha      | 1                       |   |                   |                        |                        |                        |  |  |                |                |                |
|  |                          |                          |                        |  |  |                         |                         |                         |   |                   | Tatran Střešovice      | Tatran Střešovice      | 5                      |  |  |                |                |                |
|  |                          |                          |                        |  |  |                         | Florbal MB              | Florbal MB              | 4 |                   |                        |                        |                        |  |  |                |                |                |
|  |                          |                          |                        |  |  | Florbal MB              | Florbal MB              | 4                       |   |                   |                        |                        |                        |  |  |                |                |                |
|  | FBC Liberec              | FBC Liberec              | 2                      |  |  | FBC Liberec             | FBC Liberec             | 0                       |   |                   |                        |                        |                        |  |  |                |                |                |
|  | TJ Sokol Král. Vinohrady | TJ Sokol Král. Vinohrady | 1                      |  |  |                         |                         |                         |   | Florbal MB        | Florbal MB             | 4                      |                        |  |  |                |                |                |
|  |                          |                          |                        |  |  |                         | 1. SC Vítkovice         | 1. SC Vítkovice         | 3 |                   |                        |                        |                        |  |  |                |                |                |
|  |                          |                          |                        |  |  | 1. SC Vítkovice         | 1. SC Vítkovice         | 4                       |   |                   |                        |                        |                        |  |  |                |                |                |
|  |                          |                          |                        |  |  | FbŠ Bohemians           | FbŠ Bohemians           | 2                       |   |                   |                        |                        |                        |  |  |                |                |                |
|  |                          |                          |                        |  |  |                         |                         |                         |   |                   |                        |                        |                        |  |  |                |                |                |

### Osmifinále
FBC Liberec – TJ Sokol Královské Vinohrady 2 : 1 na zápasy – Zpráva
- 5. 3. 2024 18:00, Liberec – Vinohrady 5 : 2 (3:0, 1:1, 1:1)
- 7. 3. 2024 18:00, Vinohrady – Liberec 5 : 4 (1:3, 2:0, 2:1)
- 9. 3. 2024 18:00, Liberec – Vinohrady 7 : 3 (1:1, 3:1, 3:1)

FBC ČPP Bystroň Group Ostrava – FBC 4CLEAN Česká Lípa 1 : 2 na zápasy – Zpráva
- 5. 3. 2024 19:30, Ostrava – Česká Lípa 3 : 2p (1:1, 2:1, 0:0)
- 8. 3. 2024 19:30, Česká Lípa – Ostrava 5 : 4p (2:0, 1:3, 1:1, 1:0)
- 9. 3. 2024 18:00, Ostrava – Česká Lípa 3 : 5p (1:0, 1:2, 1:3)

### Čtvrtfinále
ESA logistika Tatran Střešovice – FBC 4CLEAN Česká Lípa 4 : 0 na zápasy – Zpráva
- 12. 3. 2024 19:35, Tatran – Česká Lípa 11 : 41 (2:3, 6:1, 3:0)
- 13. 3. 2024 19:00, Tatran – Česká Lípa 17 : 31 (3:2, 3:1, 1:0)
- 16. 3. 2024 19:00, Česká Lípa – Tatran 16 : 13 (1:4, 1:4, 4:5)
- 17. 3. 2024 17:00, Česká Lípa – Tatran 12 : 6 (0:4, 0:1, 2:1)

Předvýběr.CZ Florbal MB – FBC Liberec 4 : 0 na zápasy – Zpráva
- 12. 3. 2024 18:30, Boleslav – Liberec 10 : 10 (2:0, 6:1, 2:0)
- 13. 3. 2024 18:00, Boleslav – Liberec 19 : 81 (1:2, 4:3, 4:3)
- 16. 3. 2024 19:30, Liberec – Boleslav 14 : 51 (1:2, 1:2, 2:1)
- 17. 3. 2024 15:00, Liberec – Boleslav 15 : 10 (1:2, 3:3, 1:5)

1. SC TEMPISH Vítkovice – FbŠ Bohemians 4 : 2 na zápasy – Zpráva
- 12. 3. 2024 17:30, Vítkovice – Bohemians 1 : 3 (1:1, 0:1, 0:1)
- 13. 3. 2024 17:30, Vítkovice – Bohemians 6 : 1 (0:1, 4:0, 2:0)
- 16. 3. 2024 19:00, Bohemians – Vítkovice 5 : 6 (1:1, 1:3, 3:2)
- 17. 3. 2024 14:00, Bohemians – Vítkovice 9 : 4 (1:0, 6:0, 2:4)
- 19. 3. 2024 16:15, Vítkovice – Bohemians 6 : 5 (2:0, 2:2, 2:3)
- 21. 3. 2024 17:30, Bohemians – Vítkovice 3 : 6 (2:1, 1:2, 0:3)

FAT PIPE Florbal Chodov – ACEMA Sparta Praha 4 : 1 na zápasy – Zpráva
- 12. 3. 2024 19:00, Chodov – Sparta 8 : 4pn (3:2, 1:1, 4:1)
- 13. 3. 2024 19:00, Chodov – Sparta 4 : 2pn (2:1, 2:0, 0:1)
- 16. 3. 2024 15:30, Sparta – Chodov 6 : 9pn (0:1, 5:3, 1:5)
- 17. 3. 2024 18:00, Sparta – Chodov 8 : 7pn (2:3, 1:4, 4:0, 0:0)
- 19. 3. 2024 19:00, Chodov – Sparta 5 : 3pn (2:1, 0:2, 3:0)

### Semifinále
ESA logistika Tatran Střešovice – FAT PIPE Florbal Chodov 4 : 1 na zápasy – Zpráva
- 27. 3. 2024 19:00, Tatran – Chodov 6 : 1 (1:0, 3:0, 2:1)
- 28. 3. 2024 19:30, Tatran – Chodov 5 : 3 (4:1, 0:1, 1:1)
- 31. 3. 2024 18:00, Chodov – Tatran 7 : 4 (2:1, 2:2, 3:1)
- 01. 4. 2024 18:00, Chodov – Tatran 3 : 7 (0:0, 0:4, 3:3)
- 13. 4. 2024 20:00, Tatran – Chodov 8 : 5 (2:0, 3:1, 3:4)

Předvýběr.CZ Florbal MB – 1. SC TEMPISH Vítkovice 4 : 3 na zápasy – Zpráva
- 27. 3. 2024 20:10, Boleslav – Vítkovice 7 : 8pn (2:0, 3:4, 2:4)
- 28. 3. 2024 18:00, Boleslav – Vítkovice 7 : 6pn (2:1, 1:4, 3:1, 1:0)
- 31. 3. 2024 19:00, Vítkovice – Boleslav 3 : 6pn (0:3, 2:1, 1:2)
- 01. 4. 2024 18:00, Vítkovice – Boleslav 6 : 5pn (1:3, 2:1, 2:1, 1:0)
- 13. 4. 2024 18:00, Boleslav – Vítkovice 4 : 6pn (0:3, 3:2, 1:1)
- 15. 4. 2024 16:00, Vítkovice – Boleslav 5 : 6pn (0:1, 3:3, 2:1, 0:0)
- 17. 4. 2024 17:00, Boleslav – Vítkovice 4 : 3pn (1:1, 2:1, 0:1, 1:0)

### Finále
14. 4. 2024 17:30, ESA logistika Tatran Střešovice – Předvýběr.CZ Florbal MB 5 : 4p (2:0, 1:3, 1:1, 1:0) – Zpráva

## Play-down
Play-down se hrálo od 9. března do 13. dubna 2024. Jednotlivá kola se hrála na čtyři vítězné zápasy. První kolo play-down hrály 11. s 14. a 12. s 13. týmem po základní části. Vítězové z prvního kola zůstali v Superlize, poražení hráli druhé kolo.
Tým Butchis, který prohrál druhé kolo play-down, byl v další sezóně nahrazen vítězem tohoto ročníku 1. ligy, týmem Kanonýři Kladno. Vítěz druhého kola, tým Sokoli Pardubice, prohrál s poraženým finalistou 1. ligy, týmem Bulldogs Brno, v baráži hrané od 20. do 28. dubna 2024.
Z důvodu nedodání dokumentů o ekonomickém fungování oddílu, neobdržel tým Black Angels pro následující sezónu licenci na Superligu ani 1. ligu a sestoupil do Národní ligy. Uvolněné místo bylo nabídnuto Pardubicím, které využily možnosti zůstat v nejvyšší soutěži.

### Pavouk
|  | 1. kolo (na zápasy)      | 1. kolo (na zápasy) |         |   | 2. kolo (na zápasy) | 2. kolo (na zápasy) |
|  |                          |                     |         |   |                     |                     |
|  |                          |                     |         |   |                     |                     |
|  | FB Hurrican Karlovy Vary | 4                   |         |   |                     |                     |
|  | FB Hurrican Karlovy Vary | 4                   |         |   |                     |                     |
|  | Butchis                  | 1                   |         |   |                     |                     |
|  | Butchis                  | 1                   | Butchis | 1 |                     |                     |
|  |                          |                     | Butchis | 1 |                     |                     |
|  |                          | Sokoli Pardubice    | 4       |   |                     |                     |
|  | Black Angels             | Sokoli Pardubice    | 4       | 4 |                     |                     |
|  | Black Angels             |                     |         | 4 |                     |                     |
|  | Sokoli Pardubice         | 3                   |         |   |                     |                     |

### 1. kolo
Black Angels – Sokoli Pardubice 4 : 3 na zápasy – Zpráva
- 19. 3. 2024 18:00, Black Angels – Pardubice 6 : 7p (1:3, 2:1, 3:2, 0:1)
- 10. 3. 2024 18:00, Black Angels – Pardubice 3 : 1p (0:0, 0:0, 3:1)
- 16. 3. 2024 18:00, Pardubice – Black Angels 8 : 4p (3:1, 2:1, 3:2)
- 17. 3. 2024 17:00, Pardubice – Black Angels 3 : 5p (0:2, 2:1, 1:2)
- 20. 3. 2024 19:00, Black Angels – Pardubice 4 : 3p (1:0, 1:1, 2:2)
- 22. 3. 2024 19:00, Pardubice – Black Angels 6 : 5p (2:1, 1:0, 3:4)
- 24. 3. 2024 17:00, Black Angels – Pardubice 4 : 2p (1:1, 2:0, 1:1)

FB Hurrican Karlovy Vary – Butchis 4 : 1 na zápasy – Zpráva
- 19. 3. 2024 18:00, Karlovy Vary – Butchis 4 : 2 (2:0, 1:1, 1:1)
- 10. 3. 2024 16:00, Karlovy Vary – Butchis 5 : 0 (0:0, 2:0, 3:0)
- 16. 3. 2024 17:00, Butchis – Karlovy Vary 6 : 5 (2:2, 2:0, 2:3)
- 17. 3. 2024 17:00, Butchis – Karlovy Vary 4 : 9 (1:2, 0:3, 3:4)
- 19. 3. 2024 19:00, Karlovy Vary – Butchis 6 : 3 (1:1, 1:2, 4:0)

### 2. kolo
Butchis – Sokoli Pardubice 1 : 4 na zápasy – Zpráva
- 30. 3. 2024 18:00, Butchis – Pardubice 4 : 3pn (0:1, 0:1, 3:1, 1:0)
- 31. 3. 2024 18:00, Butchis – Pardubice 5 : 9pn (1:2, 1:2, 3:5)
- 06. 4. 2024 17:00, Pardubice – Butchis 5 : 4pn (0:1, 2:1, 2:2, 0:0)
- 07. 4. 2024 17:00, Pardubice – Butchis 5 : 4pn (1:1, 1:1, 3:2)
- 09. 4. 2024 20:00, Butchis – Pardubice 4 : 10n (1:1, 2:3, 1:6)

### Baráž
Sokoli Pardubice – Bulldogs Brno 1 : 3 na zápasy – Zpráva
- 20. 4. 2024 19:00, Pardubice – Bulldogs 5 : 6pn (3:2, 1:1, 1:2, 0:0)
- 21. 4. 2024 18:00, Pardubice – Bulldogs 6 : 1pn (2:1, 2:0, 2:0)
- 27. 4. 2024 17:00, Bulldogs – Pardubice 5 : 4pn (1:2, 1:1, 3:1)
- 28. 4. 2024 17:00, Bulldogs – Pardubice 3 : 2pn (0:0, 2:0, 1:2)

## Konečné pořadí
| Pořadí           | Tým                             |
| ---------------- | ------------------------------- |
| Zlatá medaile    | ESA logistika Tatran Střešovice |
| Stříbrná medaile | Předvýběr.CZ Florbal MB         |
| Bronzová medaile | 1. SC TEMPISH Vítkovice         |
| 4.               | FAT PIPE Florbal Chodov         |
| 5.               | ACEMA Sparta Praha              |
| 6.               | FbŠ Bohemians                   |
| 7.               | FBC Liberec                     |
| 8.               | FBC 4CLEAN Česká Lípa           |
| 9.               | FBC ČPP Bystroň Group Ostrava   |
| 10.              | TJ Sokol Královské Vinohrady    |
| 11.              | Black Angels                    |
| 12.              | FB Hurrican Karlovy Vary        |
| 13.              | Sokoli Pardubice                |
| 14.              | Butchis                         |

## Nejužitečnější hráči
Nejužitečnějšími hráči Superligy byli zvoleni:
1. Jiří Curney (ACEMA Sparta Praha)
2. Marek Beneš (ESA logistika Tatran Střešovice)
3. Milan Tomašík (Předvýběr.CZ Florbal MB).